# Ljerka Šibenik
Ljerka Šibenik (Zagreb, 19. svibnja 1935.), hrvatska vizualna umjetnica i slikarica. 

## Životopis
Diplomirala je na Akademiji likovnih umjetnosti u Zagrebu 1962. godine, te pohađala Majstorsku radionicu hrvatskog silkara Krste Hegedušića od 1962. do 1964. godine. Ljerka Šibenik poznata je kao inovatorica ambijenata u hrvatskoj suvremenoj umjetnosti, a njezin rad obuhvaća kompleksne strukture i luminokinetičke objekte. Neki od njenih najpoznatijih radova uključuju „Crni ambijent 1”, „Crni objekt 2” i „Altuglas I”, koji su nastali 1968. godine. Ovi radovi istražuju odnose između prostora, boje i oblika, te koriste UV svjetla za stvaranje iluzije u prostoru, čime su otvorili vrata novim umjetničkim pristupima u Hrvatskoj.
Tijekom karijere bila je voditeljica Galerije Nova u Zagrebu od 1975. do 2003. godine, gdje je promovirala mlade umjetnike i avangardne autore. Njezina uloga u galeriji bila je ključna za razvoj suvremene umjetničke scene u Hrvatskoj, a njezini ambijenti i objekti utjecali su na mnoge generacije umjetnika koji su došli nakon nje.
Unatoč svom značaju, Ljerka Šibenik je tijekom godina bila manje prisutna na izložbenoj sceni, što je dovelo do toga da je njezin rad postao manje prepoznat. Ipak, njezin doprinos hrvatskoj umjetnosti značajan je.